# Labrum acetabular
En anatomía humana, el labrum o rodete acetabular es un anillo fibrocartilaginoso situado en la articulación coxofemoral o cadera. Rodea la cabeza del fémur e impide su salida del acetábulo.

## Función
El labrum funciona como un estabilizador de la cadera, aumenta la superficie articular entre el fémur y la pelvis y realiza un perfecto sellado de la articulación que impide la salida del líquido sinovial.

## Rotura del labrum
Determinados traumatismos no tan intensos como para provocar fractura de cadera, hiperlaxitud de la articulación, movimientos forzados, malformaciones anatómicas u otras causas, pueden dañar el labrum, provocar la rotura del anillo fibrocartilaginoso y causar dolor persistente en la región de la ingle que irradia a la zona del glúteo o al muslo y rodilla.